# Poród rodzinny
Poród rodzinny – poród, w którym oprócz zespołu terapeutycznego uczestniczy członek rodziny kobiety rodzącej, np. mąż lub matka. Praktyka ta ma na celu budowanie i wzmacnianie więzi oraz zwiększanie poczucia bezpieczeństwa.
Pierwszy raz zgodę na obecność ojca dziecka przy porodzie w warunkach szpitalnych  zezwolono w 1954 r. we Francji. W Polsce do końca XX wieku ojciec dziecka nie mógł uczestniczyć w porodzie oraz z niewielkimi wyjątkami przebywać na oddziale położniczym. W Polsce od 1994 roku, w odpowiedzi na akcję Rodzić po ludzku w szpitalach coraz częściej można było rodzić z ojcem dziecka, rodzina otrzymała możliwość wstępu na oddział położniczy.